# Ex convento di Santo Spirito
L'ex convento di Santo Spirito, meglio conosciuto oggi come Polo museale "Santo Spirito" è una struttura religiosa ed un museo di Lanciano.
Storico convento dei Padri Celestini del territorio frentano (XIII secolo), fu soppresso nel XIX secolo e abbandonato negli anni '60, per venire recuperato filologicamente nel 2010-11, ed adibito a nuova sede del museo archeologico di Lanciano.

## Storia
La chiesa fu fondata come abbazia da Pietro da Morrone, ossia Celestino V, nel XIII secolo, progetto poi messo in pratica dal seguace Roberto da Salle, che alla fine del Duecento, fece fondare nei dintorni anche un monastero ad Atessa e a Vasto (l'attuale teatro comunale Rossetti). Corrado Marciani pensa che Celestino  stesso fosse presente  in loco, e parla di una permanenza stessa del pontefice nel cenobio lancianese
La chiesa, costruita vicino al Largo della Fiera di Lanciano, godette di grande importanza, come abbazia benedettina suffragata a San Giovanni in Venere, e convento fino al XVII secolo, era proprietaria di diversi feudi dell'entroterra frentano e di Lanciano, arrivava ad avere possedimenti anche nella vallata dell'Osento e del Trigno, quando tuttavia dopo il 1656 la peste rovinò per sempre la città, e quando le riforme di papa Innocenzo X andarono a colpire anche i padri Celestini. Da quel momento il convento andò in un lento declino, fino a che, con le leggi napoleoniche e poi piemontesi nel 1866, il monastero fu requisito e adibito a rimessa e poi a deposito di ceramiche e zona botteghe, solo la chiesa rimase attiva: la struttura venne ridimensionata, e il chiostro abbandonato.
Fino al XX secolo era ancora consacrata ancora come chiesa, fino alla sconsacrazione e all'uso di fabbrica di ceramiche e mattonelle negli anni '60. Un progetto voluto dall'amministrazione di Lanciano e da associazioni di storici, in accordo con il Comune e la Soprintendenza d'Abruzzo, ha permesso il restauro della chiesa, in stato di precarie condizioni, soprattutto  il chiostro dell'ex convento  era crollato  in più  parti, e si giunse alla riapertura nel 2010, sotto la forma di polo museale, ciò è stata la nuova sede del Museo civico archeologico di Lanciano che era ospitato in un palazzo del centro storico, l'attuale Canadian Renaissance School in via Cavour, mentre un'altra sala avrebbe accolto varie mostre culturali, la chiesa invece sarebbe stata auditorium pubblico.
L'area del convento si sviluppò intorno ai primi del Novecento, il feudo di Santo Spirito divenne un piccolo sobborgo adiacente alla stazione ferroviaria, e vi venne costruita una chiesa gestita dalle Suore Missionarie di Gesù Bambino, dedicata ai Sacri Cuore di Gesù e Maria, dotati di scuola elementare, oltre a varie abitazioni.
Negli anni '70 il fenomeno della cementificazione, data la sconsacrazione della chiesa di Santo Spirito, divenne selvaggio, e difatti la chiesetta risulta attualmente soffocata tra vari palazzoni condominiali, alcuni dei quali ancora in costruzione, che continuano a deturpare l'ambiente sobrio e modesto della piccola struttura benedettina.

## Descrizione
Il convento si compone di una chiesa e di un vasto chiostro quadrato, con mura perimetrali e ingresso a due arcate moderne in pietra con copertura in legno del tetto. La chiesa ha facciata gotica con un bel portale tardo duecentesco, di scuola sulmonese angioina, decorato da cornice ogivale e fogliette d'acanto, con lunetta senza affreschi, forse in precedenza ne aveva uno. L'impianto a navata unica è rafforzata ad ambo i lati da tre contrafforti. L'interno del chiostro è stato adibito a biblioteca sacra, con conservazione di preziosi volumi monacali del Medioevo abruzzese. Un'altra sala è adibita per le frequenti mostre di pittura e di altri tipi d'arte. L'interno della chiesa invece è usato come sala convegni.

## La notte dei ricercatori Frentani
Si tratta di un evento che si celebra almeno da una decina d'anni con frequenza nel convento, tra la fine di agosto e i primi di settembre, voluto da volontari lancianesi e di tutta la Val di Sangro. Presso il giardino del chiostro vengono posizionati due telescopi, che permettono ai visitatori di osservare le stelle, mentre all'interno della chiesa dei professori tengono alcune conferenze scientifiche sulla fisica e la scienza della Terra. Davanti alla chiesa è posta la sfera del planetario, dove alcuni professori fanno osservare lo zodiaco.
Nella sala delle mostre sono esposte delle fotografie del movimento delle stelle, scattate in vari centri della valle del Sangro.

## Il museo civico archeologico
Gran parte del materiale archeologico scultoreo rinvenuto a Lanciano, è stato conservato nella Raccolta civica archeologica del palazzo Stella-Maranca, dal 2011, traslata nei locali dell'ex convento di Santo Spirito.
Il percorso allestito in una sola sala, offre una storia, dalle origini dell'era Neolitica sino al tardo periodo romano e all'inizio di quello bizantino (V-VI secolo), della presenza umana a Lanciano e dintorni. Nell'epoca pelasgica infatti il colle di Lanciano vecchio (il Colle Erminio), non era completamente popolato, ma solo alcune parti del fosso Diocleziano, di Largo San Giovanni e Largo dei Frentani, esistevano insediamenti anche nei dintorni, i villaggi di capanne di località Serre - Marcianese, Cerratine, e anche nell'area del monastero di San Giovanni in Venere.
Gran parte del materiale rinvenuto, negli scavi del Villaggio Rossi in contrada Marcianese, negli anni '60 a opera del prof. A. Geniola, sia negli scavi più cospicui del 1992-1999, consiste in piccole sculture votive, come gli amuleti ritrovati nell'area della chiesa di San Biagio, o in quella del santuario di San Francesco d'Assisi, teste di divinità, spade ed elmi, e soprattutto molta ceramica, anche di importazione, visti i commerci di Anxanum con altre civiltà.
A testimonianza dell'importanza dell'antica Anxanum presso i romani, figura una preziosa lapide rinvenuta nel '500 dell'umanità Olivero di Lanciano in località Santa Giusta, successivamente murata  nel portico della Basilica di Nostra Signora del Ponte nella piazza; successivamente rimurata presso la torre campanaria a metà '800, e poi rimossa in seguito ai danneggiamenti dei bombardamenti del 1944. La lapide, oggi murata in frammenti  dentro il palazzo  comunale, fu studiata da Theodor Mommsen e annoverata al n. 2998 del suo CIL: riporta: IMP. CAES. AVG. ANXIANO ADSTANTE ORDINE / CVM PARTIBVS AVIONVS IVSTINIANVS RECTOR / NOMINATAM DECVRIONVM QUAM ETIAM COLLEGIA./TORVM OMNIVM PVBLICE INCIDI PRAECEPTI. V.T. Segue un elenco dei politici che amministravano la città, nel I secolo, quando il preside della provincia Frentana Antonio Giustiniano riforma il collegiocdei decurioni del municipio. Testimonianza dunque della presenza dell'istituzione municipium in Anxanum.
I reperti più antichi conservati nel Museo  archeologico riguardano vasellame e ceramiche, appartenenti alla popolazione Neolitica che precedette quella italica dei Frentani, stanziata inizialmente in piccoli villaggi delle contrade, come Serre e Villaggio Rossi in zona Marcianese, e successivamente, coi Frentani, arroccatasi sul Colle Erminio di Lanciano Vecchio. In località Gaeta sono state rinvenute tombe di due guerrieri (1965), con corredo interessante: vasellame, ceramiche a figure nere del VI-V secolo a.C., e una collana di pasta vitrea per il corredo femminile. Altre ceramiche più tarde risalgono al IV-III secolo a.C., a testimonianza dei commerci e degli scambi della città con altre realtà locali, dato che Anxanum usava anche il porto di San Vito Chietino (anticamente  Gualdum) per i traffici, tanto che sul lungomare sono stati rinvenuti resti degli antichi magazzini portuali. Tra questi vi è una testa di divinità in terracotta, probabilmente Minerva (II secolo a.C.). La resta con un corredo di ex voto popolare, proviene dall'area della chiesa di San Biagio, dove la storiografia locale ipotizzava la presenza del tempio di Pelina, corrispondente alla romana Minerva.
All'età tardo-antica risalgono i reperti rinvenuti negli scavi negli anni 1990-94 in Largo San Giovanni e in Piazza Plebiscito; il ritrovamento di statue, e teste, dimostra che la città, anche nei periodi del tardo Impero (III-IV secolo d.C.), avesse continuato a proliferare economicamente. La testa marmorea di Diocleziano, rintracciata nell'area di corso Trento e Trieste negli anni '20, giunta poi nella collezione Federico Zeri e infine a Valerio Cianfarani direttore del Museo archeologico nazionale d'Abruzzo di Chieti per donazione, avvicina sempre di più alla quasi certezza che il ponte sotto la Cattedrale fu fatto erigere da lui.
Ciò fu ricordato anche dagli storiografi locali, specialmente da Uomobono Bocache, che rinvenuti una antica iscrizione attestante la ricostruzione  del Ponte per volete del Senato di Anxano; come egli annota nei suoi scritti, nel 1785 presso il corridoio del Ponte del XVI secolo, mentre su facevano  lavoro alla nuova Basilica  cattedrale. 
La testa di Diocleziano oggi è conservata nei depositi nel Museo Archeologico di Chieti.
I reperti della collezione archeologica continuano sino alle soglie dell'VIII secolo d.C., quando l'area frentana fu conquistata dai Bizantini: di interesse, conservata nel museo, è un'anforetta in ceramica rinvenuta in contrada Sant'Amato nel 1968, catalogata del "tipo Crecchio", poiché questo comune a poca distanza da Lanciano è ritenuto uno dei centri più importanti di fondazione bizantina, che ospita il Museo dell'Abruzzo bizantino e altomedievale nel castello ducale. Altri frammenti ceramici e di vasellame del modello africano-mediterraneo, dimostrano che Lanciano anche in quest'epoca continuò ad avere scambi con diverse popolazioni della fascia italico-mediterranea, e non solo con le città confinanti.
Altro materiale proviene dagli scavi delle Ripe di via dei Bastioni a Lanciano, dove fu rinvenuto un villaggio proto-storico, a seguire un sepolcro con corredo funebre dall'area di San Giovanni in Venere presso Fossacesia.

### Il Mastrogiurato e la Panarda
La festa principale di Lanciano è il Mastrogiurato, ossia una ripresa dei giochi tradizionali medievali, in cui si eleggeva il Magistrato delle Feste Annuali della città, nei primi di settembre. La "panarda" è una sorta di abbuffata tipicamente abruzzese con cibo medievaleggiante, che si tiene annualmente il 5-6-7 settembre nel giardino del chiostro del convento.
Dal 2016 per problemi organizzativi questa manifestazione non si svolge più nel chiostro.